# Inchy Communal Cemetery Extension
Inchy Communal Cemetery Extension is een Britse militaire begraafplaats gelegen in de Franse plaats Inchy (Noorderdepartement). De begraafplaats wordt onderhouden door de Commonwealth War Graves Commission.
De begraafplaats telt 79 geïdentificeerde graven waarvan 53 Gemenebest graven uit de Eerste Wereldoorlog en 26 overige graven uit de Eerste Wereldoorlog.